# MyHeritage
MyHeritage es una plataforma genealógica online con sitio web, móvil, software, productos y servicios. Los usuarios de la plataforma pueden crear árboles genealógicos, subir y compartir fotos, y buscar en miles de millones de registros históricos globales, entre otras opciones. Desde 2015, el servicio se provee 42 idiomas y tiene unos 80 millones de usuarios en todo el mundo. La Compañía tiene su centro de operaciones en Or Yehuda, Israel con oficinas en Tel Aviv, Lehi, Utah, y Burbank, California.

## Historia

### 2003–2007: Fundación y primeros años

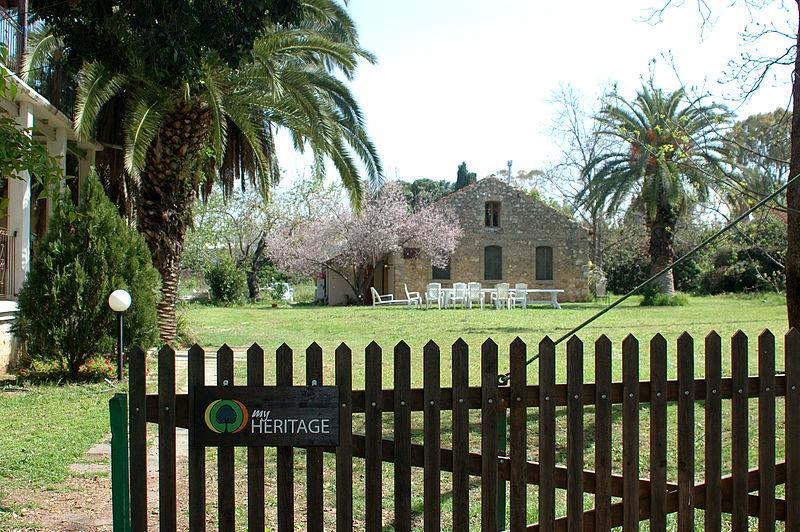
Oficina original de MyHeritage en el pueblo de Bnei Atarot, Israel

MyHeritage fue fundada en 2003 por Gilad Japhet (quien continúa sirviendo en la compañía como Director Ejecutivo CEO). Japhet comenzó la compañía desde la sala de estar de su casa en un moshav de Bnei Atarot. Por un periodo de tiempo prolongado, la sede central de la compañía estuvo emplazada en una granja familiar en Bnei Atarot. En sus comienzos, MyHeritage fue autofinanciada por completo. En 2005, la compañía recibió fondos de inversores “ángel”. Esto hizo que se cambiara de un servicio estrictamente gratuito a un modelo de negocio freemium.
Desde el comienzo, MyHeritage requería a los usuarios subir información genealógica a su software de escritorio para crear su árbol familiar. La información podía ser vista online, pero no podía ser modificada. En 2006, MyHeritage presentó nuevas funciones que incluían el software de reconocimiento facial, que identificaba los rasgos y características faciales de una base de datos de fotografías que luego podían ser vinculadas con individuos. En diciembre de 2006, la compañía adquirió Pearl Street Software, creador del software de árboles genealógicos (Family Tree Legends) y un sitio web de envío de árboles genealógicos (GenCircles) con más de 160 millones de perfiles y 400 millones de registros públicos.
En 2007, MyHeritage tenía 150.000 árboles familiares, 180 millones de perfiles de personas, 100 millones de fotos, y 17, 2 millones de usuarios en el mundo. El servicio estuvo disponible en 17 idiomas. La compañía también comenzó a ofrecer una nueva funcionalidad basada en la web que permitió a los usuarios subir información genealógica directamente al sitio de MyHeritage. La compañía recibió un total de USD $9 millones de financiación de inversores, de los cuales la mitad provino de Accel.

### 2008–2012: Adquisiciones y expansión

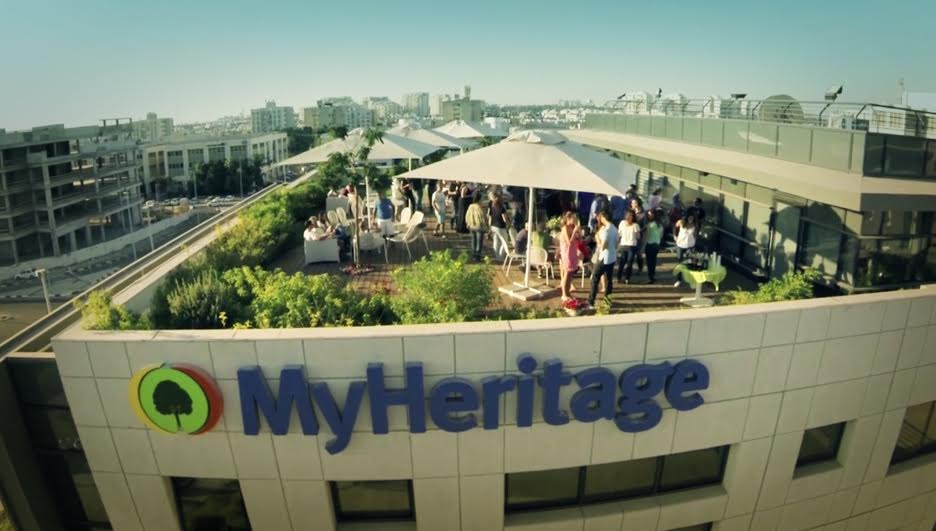
Edificio de operaciones de MyHeritage en Or Yehuda, Israel

En 2008, MyHeritage recaudó 15$ millones de un grupo de inversores incluyendo Index Ventures y Accel. Hasta ese momento, el sitio web había crecido hasta los 260 millones de perfiles de personas, 25 millones de usuarios, 230 millones de fotos, y 25 idiomas. Poco después de la obtención de fondos, MyHeritage adquirió Kindo, un servicio de creación de árboles genealógicos con sede en Reino Unido. En 2009, la compañía lanzó una nueva versión de su software de genealogía gratuito, Family Tree Builder, que incluye la posibilidad de sincronizar los datos en el software y los del sitio web.
En 2010, la compañía adquiere OSN Group con base en Alemania, un sitio web en red con árboles familiares y 7 sitios genealógicos bajo el mismo nombre. Algunos sitios web en la red de OSN incluyen Verwandt.de en Alemania,  Moikrewni.pl en Polonia, y Dynastree.com en los Estados Unidos. Esta adquisición proporcionó a MyHeritage varias características nuevas (incluyendo escudos de armas, combinación de árboles genealógicos, y una opción para adentrarse en las aplicaciones móviles) y un total de 540 millones de perfiles de personas, 47 millones de usuarios activos y 13 millones de árboles genealógicos. En 2011, esas cifras aumentaron a 760 millones de personas y 56 millones de perfiles de usuarios tras la adquisición de MyHeritage de Bliscy.pl con sede en Polonia, otro sitio web de genealogía.
Otras adquisiciones en 2011 incluyeron la red familiar de los Países Bajos, Zooof; BackupMyTree,  un servicio de copia de seguridad diseñado para proteger hasta 9 terabytes de datos -fuera de línea- de historia familiar; y FamilyLink, un desarrollador de sitios de contenido de historia familiar y dueño de una enorme base de datos de registros históricos (WorldVitalRecords.com, que incluían censos, registros de nacimiento, muerte y matrimonio, junto con un archivo de periódicos históricos). Al final de 2011, MyHeritage tenía 60 millones de usuarios, 900 millones de perfiles personales, 21 millones de árboles genealógicos, y estaba disponible en 38 idiomas diferentes. La compañía también lanzó la primera versión de su aplicación móvil para iOS y Android.
En 2012, MyHeritage sobrepasó los mil millones de perfiles de personas y lanzó varias nuevas características incluyendo SuperSearch, un motor de búsqueda de miles de millones de registros históricos, y Record Matching, una tecnología que compara automáticamente los registros históricos de MyHeritage con los perfiles de los usuarios del sitio y los alerta con una coincidencia cada vez que encuentra un posible familiar para su árbol genealógico.
En noviembre de 2012, MyHeritage adquiere uno de sus principales competidores, Geni.com. La compañía mantiene todos los empleados de Geni y funciona como una marca independiente en Los Ángeles, California. Fundada por * David Sacks en 2007, Geni es un sitio web de genealogía con el objetivo de "crear un árbol familiar de todo el mundo. " Esta adquisición agrega 7 millones de nuevos usuarios a MyHeritage, con lo que el número total de miembros llega a los 72 millones. Hasta ese momento, MyHeritage tenía 27 millones de árboles genealógicos y 1.500 millones de perfiles y estaba disponible en 40 idiomas. Además de la adquisición de Geni, MyHeritage además recaudó $ 25 millones en una ronda de financiación liderada por Bessemer Venture Partners.

### 2013–presente: Alianzas, mayor crecimiento, y más allá
En 2013, MyHeritage celebró una alianza estratégica que permitió a FamilySearch utilizar estas tecnologías para que sus usuarios puedan encontrar antepasados con mayor facilidad. En el momento del acuerdo, MyHeritage tenía 75 millones de usuarios registrados y 1.600 millones de perfiles personales. La compañía obtuvo acceso a todos los registros del censo de los Estados Unidos desde 1790 hasta 1940. En abril de 2013, MyHeritage lanzó Family Tree Builder 7.0, que incluye nuevas características como la sincronización,  Unicode, y Record Matches. MyHeritage además introdujo una característica web llamada Record Detective que hace conexiones automáticas entre diferentes registros históricos.
En 2014, MyHeritage anunció alianzas y colaboraciones con numerosas empresas y entidades. En febrero de 2014, la compañía se asoció con BillionGraves para digitalizar y documentar tumbas y cementerios en todo el mundo. En octubre de 2014, MyHeritage se asoció con la compañía de pruebas de ADN, 23andMe, para proporcionar test personales de ADN como una opción para los usuarios de MyHeritage. También en octubre de ese año, la compañía se asoció con EBSCO Information Services para proveer a las instituciones educativas (bibliotecas, universidades, etc.) libre acceso a la base de datos de registros históricos de MyHeritage. En diciembre de 2014, MyHeritage celebró un acuerdo con el Archivo Nacional de Dinamarca para indexar los censos y registros parroquiales de 1646 a 1930 (un total de 120 millones de registros). La compañía también sobrepasó 5 mil millones de registros históricos en su base de datos en 2014 y puso en marcha la característica Instant Discoveries, que permite a los usuarios añadir a su árbol ramas enteras de familiares a la vez.
En 2015, MyHeritage alcanzó 6.300 millones de registros históricos, 80 millones de usuarios registrados, y la disponibilidad en 42 idiomas. También lanzó la tecnología Traducción Global de Nombres que traduce automáticamente los nombres de diferentes idiomas para hacer la búsqueda de antepasados más eficientes.

## Productos y servicios
Existen productos y servicios de MyHeritage en los ámbitos web, móvil, y software para descarga. El sitio web de la compañía, MyHeritage.es, trabaja con un modelo de negocio freemium. Esto significa que es gratis registrarse y comenzar a crear árboles genealógicos y obtener coincidencias. El sitio proporcionará fragmentos de registros históricos y periódicos, o de otros árboles familiares, pero para leer las versiones completas de esos documentos, o confirmar esos vínculos familiares, los usuarios deberán tener una suscripción de pago. Asimismo, sólo los usuarios de pago pueden contactar con otros miembros.
La base de datos online de MyHeritage contiene 6.300 millones de registros históricos, incluyendo censos, nacimientos, matrimonios, defunciones, registros militares, y documentos de inmigración junto con periódicos históricos. La función SuperSearch permite a los usuarios buscar a través de todo el catálogo de registros históricos para poder encontrar información sobre posibles miembros de la familia. Los usuarios también pueden subir fotos a sus árboles genealógicos. La aplicación móvil de MyHeritage está disponible para dispositivos iOS y Android y ofrece una serie de funciones similares, incluyendo la posibilidad de ver y editar los árboles familiares, investigar en bases de datos históricas, y tomar y compartir fotos.

### Tecnología “Matching”
MyHeritage utiliza varias tecnologías de coincidencia para la investigación de historia familiar. Estas incluyen Smart Matching, Record Matching, Record Detective, Instant Discoveries, Global Name Translation y Search Connect. Smart Matching es utilizado para cruzar información del árbol familiar de un usuario con todos los árboles familiares de otros usuarios. La función permite a los usuarios utilizar la información sobre familias de otros usuarios, posiblemente relacionados. Record Matching es similar, excepto que se comparan registros históricos en lugar de árboles familiares.
Record Detective es la tecnología que enlaza registros históricos relacionados sobre la base de la información aparecida en uno de esos registros históricos. También se vale de árboles familiares existentes para realizar conexiones entre registros (por ejemplo un certificado de defunción y un acta de matrimonio). Instant Discoveries es la función que compara árboles de usuarios con otros árboles familiares y registros, y al instante muestra una gran cantidad de información acerca de la familia encontrada en estas fuentes, agrupada y mostrada como una rama entera que puede ser agregada a su propio árbol. Global Name Translation permite a los usuarios buscar a un familiar en su idioma preferido, sin embargo conseguir documentos históricos con el nombre del familiar en otros idiomas.
Search Connect es una característica anunciada por MyHeritage en julio de 2015 y presentado en noviembre del mismo año. Esta función indexa junto con las búsquedas, los metadatos de fechas, lugares, familiares, etc. y entonces los muestra en los resultados de búsquedas similares de otros usuarios. Esta característica permite a los usuarios que realizan búsquedas similares conectarse entre sí para favorecer la colaboración.
Las pruebas de ADN son proporcionadas por MyHeritage a través de convenios con Family Tree DNA y 23andMe.

### Family Tree Builder
Family Tree Builder es un software gratuito que permite a los usuarios crear árboles familiares, subir fotos, ver gráficos y estadística, y mucho más. La descarga del software es gratuita, sin embargo -el sitio web de MyHeritage funciona bajo un modelo freemium- los usuarios pueden adquirir un paquete Premium para disfrutar de características adicionales. La versión actual del software (Family Tree Builder 7.0) fue lanzada en 2013 y añadió características como Record Matching, soporta Unicode, y un nuevo sistema de sincronización. La información en el Family Tree Builder puede ser vista y actualizada en el sitio web de MyHeritage así como en la App 27móvil de MyHeritage.

### MyHeritage ADN
MyHeritage ADN es un servicio de análisis genético lanzado por MyHeritage en 2016. Los resultados de ADN son obtenidos mediante kits que se envían a domicilio, permitiendo a los usuarios utilizar bastoncillos (hisopos) en la mejilla para recoger las muestras. Los resultados arrojan coincidencias de ADN y estimación étnica.

## Reconocimientos y premios
En 2013, MyHeritage fue seleccionado por Globes como la startup israelí más prometedora en 2013–2014. La compañía fue clasificada en el primer puesto entre 4.800 nuevas startups. Igualmente en 2013, Deloitte clasificó a MyHeritage entre las primeras 10 mejores empresas y de mayor credibilidad de Europa, Oriente Medio, y África (EMEA) en la lista Deloitte Fast 500.